# ديمكوه شوش (بابويي)
ديمكوه شوش (بالفارسية: دیمکوه شوش) هي قرية تقع في إيران في قسم بابويي الريفي. يقدر عدد سكانها بـ 23 نسمة بحسب إحصاء 2016.